# Вызов (телесериал, 2013)
«Вы́зов» (англ. Defiance), или «Непокорная Земля», — американский научно-фантастический телесериал, совместный проект телеканала SyFy и производителя компьютерных игр Trion. Сериал рассказывает о том, как людям и инопланетянам пришлось жить бок о бок на Земле после многолетней войны. Премьера шоу состоялась 15 апреля 2013 года. 10 мая 2013 года сериал был продлен на второй сезон, а 25 сентября 2014 года на третий. Он состоит из 13 эпизодов, показ которых состоялся в 2015 году. 16 октября 2015 года Syfy объявил о закрытии сериала после трех сезонов.

## Сюжет
В 2013 году на орбиту Земли начали прибывать сотни кораблей-ковчегов инопланетян-переселенцев семи рас («вотане»), чья солнечная система Вотанис погибла несколько тысячелетий назад в результате взрыва сверхновой. Они ожидали найти планету необитаемой и подходящей для терраформирования и колонизации, и были так же удивлены присутствием человечества, как и человечество было удивлено их прибытием. Неразбериха по поводу того, что делать с инопланетными беженцами, привела к ряду событий, включая «Аркфолл», когда большая часть космических кораблей вотан была уничтожена на орбите, и серию конфликтов, прозванных Бледными войнами. Эти события привели к падению большинства национальных государств и непроизвольному использованию технологии терраформирования, радикально изменившей облик Земли и приведшей к мутации земной экосистемы. Седьмая инопланетная раса вотан, волги, также прибыла на Землю во время Бледных войн, удивив как людей, так и вотанов. Эти войны закончились битвой при Дефаенсе, которая произошла в Сан-Франциско, в бывшем Дворце изящных искусств.
Спустя десятилетия один из ветеранов той битвы, Джошуа Нолан, и его приемная дочь-вотан Айриса прибывают в город Вызов (англ. Defiance — букв. «Вызов», в рус. озвучке «Непокорный»), названный в честь битвы и построенный на руинах Сент-Луиса. Вызов - это плавильный котел человеческих и вотанских культур, настаивающий на сохранении нейтралитета между двумя основными национальными государствами Западного полушария: Земной Республикой с столицей в Нью-Йорке, и Коллективом Вотанис с центром в Бразилии. В намерениях спасти «террасферу» из обломков Ковчега, Нолан и Айриса обнаруживают заговор бывшего мэра города с целью нанять волгов для разрушения города. После спасения города они решают остаться на некоторое время, а Нолан становится «законником». Эта должность позволяет Нолану расследовать различные преступления и заговоры, связанные с попыткой бывшего мэра разрушить город, и то, как все эти заговоры связаны с Айрисой и апокалиптическим культом, от которого она была спасена в детстве, и космическим кораблём вотан, погреблёным под землёй города. Он также должен разбираться с другим конфликтом, таким как война между двумя богатыми семьями города — человеческой семьей МакКоули, владельцами гуланитовых шахт, от которых зависит экономика города, и каститанской семьей Тарров, управляющей организованной преступностью.

## В ролях

### Основной состав
| Актёр            | Персонаж                 | Сезоны       | Сезоны       | Сезоны    |
| Актёр            | Персонаж                 | 1            | 2            | 3         |
| ---------------- | ------------------------ | ------------ | ------------ | --------- |
| Джули Бенц       | Аманда Роузвотер         | Регулярно    | Регулярно    | Регулярно |
| Грант Боулер     | Джошуа Нолан             | Регулярно    | Регулярно    | Регулярно |
| Стефани Леонидас | Айриса Ниира             | Регулярно    | Регулярно    | Регулярно |
| Тони Карран      | Дэйтак Тарр              | Регулярно    | Регулярно    | Регулярно |
| Джейми Мюррэй    | Стама Тарр               | Регулярно    | Регулярно    | Регулярно |
| Грэм Грин        | Рейф МакКоули            | Регулярно    | Регулярно    | Регулярно |
| Миа Киршнер      | Кения Роузвотер          | Регулярно    | Гость        |           |
| Джесси Рат       | Алак Тарр                | Периодически | Регулярно    | Регулярно |
| Джеймс Мюррей    | Найлс Поттингер          |              | Регулярно    | Гость     |
| Анна Хопкинс     | Джессика «Берлин» Райнер |              | Периодически | Регулярно |
| Николь Галисия   | Киндзи                   |              |              | Регулярно |

### Второстепенный состав
| Актёр             | Персонаж                | Сезоны        | Сезоны       | Сезоны       |
| Актёр             | Персонаж                | 1             | 2            | 3            |
| ----------------- | ----------------------- | ------------- | ------------ | ------------ |
| Тренна Китинг     | Доктор Элл              | Периодически  | Периодически | Периодически |
| Дьюшэйн Уильямс   | Томми                   | Периодически  | Периодически | Периодически |
| Джастин Рэйн      | Квентин МакКоули        | Периодически  | Периодически | Периодически |
| Фионнула Флэнаган | Николетт «Ники» Риордан | Периодически  |              |              |
| Бриттани Аллен    | Тирра                   | Периодически  |              |              |
| Гейл Харольд      | Коннор Лэнг             | Периодически  | Периодически |              |
| Ноа Дэнби         | Сукар                   | Также в ролях | Периодически |              |
| Уильям Атертон    | Берто Меркадо           |               | Периодически |              |
| Линда Хэмилтон    | Пилар МакКоули          |               | Периодически | Периодически |
| Райан Кеннеди     | Джозеф                  |               | Периодически |              |
| Кристина Пешич    | Деирдре                 |               | Периодически |              |
| Дуглас Найбэк     | Сержант Фрай Пул        |               | Периодически | Периодически |
| Робин Данн        | Кай / Реймлу / Мико     | Гость         | Периодически |              |
| Америка Оливо     | Алетея                  |               | Периодически |              |
| Ли Тергесен       | Рам Тэк                 |               |              | Периодически |
| Конрад Коутс      | Т’эвгин                 |               |              | Периодически |
| Билли Маклеллан   | лейтенант Бебе          |               |              | Периодически |
| Тони Наппо        | Индар                   |               |              | Периодически |
| Рейнбоу Фрэнкс    | Уно                     |               |              | Периодически |
| Демор Барнс       | Дос                     |               |              | Периодически |

## Персонажи

### Основной состав
- Джули Бенц — Аманда Роузвотер, недавно избранная мэр города. Во втором сезоне управляет заведением сестры.
- Грант Боулер — Джошуа Нолан, бывший солдат, участвовавший в Бледных войнах. Один из солдат, бросивших Вызов, послуживший сигналом к окончанию войн. Довольно вспыльчив, но неравнодушен к страданию других.
- Стефани Леонидас — Айриса Ниира, молодая ирасиентка, удочерённая Ноланом.
- Тони Карран — Дэйтак Тарр, амбициозный каститанский бизнесмен, являющийся местным «крёстным отцом».
- Джейми Мюррэй — Стама Тарр, расчётливая и хитрая жена Дэйтака.
- Грэм Грин — Рейф МакКоули, владелец крупнейшей шахты в округе.
- Миа Киршнер — Кения Роузвотер, младшая сестра Аманды и местная «мадам».
- Джеймс Мюррей — Найлс Поттингер, новый мэр Вызова после аннексии города Земной Республикой. Испытывает романтические чувства по отношению к Аманде.
- Анна Хопкинс — Джессика «Берлин» Райнер
- Николь Галисия — Киндзи, дочь Т’эвнгина и альфа-женщина расы Омиц.

### Второстепенный состав
- Тренна Китинг — Доктор Элл, индогенский доктор городка с огромными медицинскими и техническими знаниями, своеобразным чувством юмора и тёмным прошлым.
- Дьюшэйн Уильямс — Томми, помощник шерифа.
- Джастин Рэйн — Квентин МакКоули, второй сын Рейфа.
- Фионнула Флэнаган — Николетт «Ники» Риордан, бывшая мэр Вызова и наставница Аманды.
- Бриттани Аллен — Тирра
- Гейл Харольд — Конор Ленг, представитель Земной республики и бывший любовник Аманды.
- Ноа Дэнби — Сукар, лидер ирасиентов под названием Духовные гонщики.
- Уильям Атертон — наместник Винсероу Меркадо, чиновник Земной Республики, который в свободное время любит наряжаться каститианцем и посещать специальные клубы
- Линда Хэмилтон — Пилар МакКоули, супруга Рейфа МакКоули и мать Кристи.
- Джесси Рат — Алак Тарр, сын Дэйтака и Стамы, влюблённый в Кристи МакКоули и работающий диджеем в местной радиостанции.
- Николь Муньос — Кристи МакКоули, дочь Рейфа и возлюбленная Алака несмотря на протесты отца.
- Райан Кеннеди — Джозеф
- Кристина Пешич — Деирдре
- Дуглас Найбэк — Сержант Фрай Пул
- Робин Данн — Кай / Реймлу / Мико
- Америка Оливо — Алетея, легенда среди АркХантеров, бывший воин в системе Вотанис
- Ли Тергесен — Рам Тэк, каститанец, безжалостный и высокомерный лидер Вотанского Общества
- Конрад Коутс — Т’эвгин, лидер расы Омиц и отец Киндзи
- Билли Маклеллан — лейтенант Бебе
- Тони Наппо — Индар
- Рейнбоу Фрэнкс — Уно
- Демор Барнс — Дос
- Джессика Николс — Джеред
- Кевин Шанд — Рейга
- Каньехтио Хорн — Ринн, член Духовных гонщиков.
- Уэсли Френч — Люк МакКоули, старший сын Рейфа.
- Карл Бауэр — Руперт
- Мика Коллинз — Кажа
- Стивен МакКарти — Берч
- Роб Арчер — Улисс, суперсолдат-био-человек времён Бледных войн.
- Джейн МакЛин — Офлин Тинити
- Мари Круз — Старейшина Ирасиентов
- Перри Муччи — Озин

## Эпизоды
| Сезон | Сезон | Эпизоды | Оригинальная дата показа | Оригинальная дата показа |
| Сезон | Сезон | Эпизоды | Премьера сезона          | Финал сезона             |
| ----- | ----- | ------- | ------------------------ | ------------------------ |
|       | 1     | 12      | 15 апреля 2013           | 8 июля 2013              |
|       | 2     | 13      | 19 июня 2014             | 28 августа 2014          |
|       | 3     | 13      | 12 июня 2015             | 7 августа 2015           |